# نيلسون سي. ناي
نيلسون سي. ناي (بالإنجليزية: Nelson C. Nye)‏ (28 سبتمبر 1907، شيكاغو في الولايات المتحدة - 4 أكتوبر 1997، توسان في الولايات المتحدة)؛ كاتب وروائي أمريكي.